# Gödemesterháza község
Gödemesterháza község (románul: Comuna Stânceni) község Maros megyében, Romániában. Központja Gödemesterháza, beosztott falvai Csobotány, Mesterháza (Románia).

## Népessége
A 2011-es népszámlálás adatai alapján a község népessége 1450 fő volt.